# Rudná, Praha-západ
Rudná là một thị trấn thuộc huyện Praha-západ, vùng Středočeský, Cộng hòa Séc.